# Chibundu Onuzo
Chibundu Onuzo est une écrivaine nigériane, auteure notamment du roman The Spider King's Daughter. En 2013, The Guardian la place parmi les 25 femmes les plus influentes d'Afrique.

## Biographie
Née en 1991 à Lagos, Chibundo Onuzo part vivre en Angleterre à 14 ans. Elle commence à écrire son premier roman, The Spider King's Daughter à l'âge de 17 ans. Ce roman est publié en 2012 alors qu'elle a 21 ans. Il reçoit un très bon accueil par la critique et est nommé dans des compétitions littéraires anglophones prestigieuses, tel le Commenwealth Book Award.  